# Прогібітин-2
Прогібітин-2 (англ. Prohibitin 2) – білок, який кодується геном PHB2, розташованим у людей на короткому плечі 12-ї хромосоми.  Довжина поліпептидного ланцюга білка становить 299 амінокислот, а молекулярна маса — 33 296.
| 10         |  | 20         |  | 30         |  | 40         |  | 50         |
| ---------- |  | ---------- |  | ---------- |  | ---------- |  | ---------- |
| MAQNLKDLAG |  | RLPAGPRGMG |  | TALKLLLGAG |  | AVAYGVRESV |  | FTVEGGHRAI |
| FFNRIGGVQQ |  | DTILAEGLHF |  | RIPWFQYPII |  | YDIRARPRKI |  | SSPTGSKDLQ |
| MVNISLRVLS |  | RPNAQELPSM |  | YQRLGLDYEE |  | RVLPSIVNEV |  | LKSVVAKFNA |
| SQLITQRAQV |  | SLLIRRELTE |  | RAKDFSLILD |  | DVAITELSFS |  | REYTAAVEAK |
| QVAQQEAQRA |  | QFLVEKAKQE |  | QRQKIVQAEG |  | EAEAAKMLGE |  | ALSKNPGYIK |
| LRKIRAAQNI |  | SKTIATSQNR |  | IYLTADNLVL |  | NLQDESFTRG |  | SDSLIKGKK  |

A: Аланін

D: Аспарагінова кислота

E: Глутамінова кислота

F: Фенілаланін

G: Гліцин

H: Гістидин

I: Ізолейцин

K: Лізин

L: Лейцин

M: Метіонін

N: Аспарагін

P: Пролін

Q: Глутамін

R: Аргінін

S: Серин

T: Треонін

V: Валін

W: Триптофан

Цей білок за функціями належить до репресорів, рецепторів. 
Задіяний у таких біологічних процесах як транскрипція, регуляція транскрипції. 
Локалізований у цитоплазмі, ядрі, мембрані, мітохондрії, внутрішній мембрані мітохондрії.